# Ajda Novak
Ajda Novak, slovenska kanuistka na divjih vodah, * 16. september 1993, Ljubljana
Novak je na svetovnih prvenstvih osvojila srebrno medaljo leta 2022 in bronasto leta 2013 v disciplini K-1 ekipno, na evropskih prvenstvih pa v isti disciplini zlati medalji v letih 2017 in 2024 ter bronasto medaljo leta 2022 v disciplini kajakaški kros.